# Region Lambayeque
Region Lambayeque – jeden z 25 regionów w Peru. Stolicą jest miasto Chiclayo.
W okresie 700 - 1350 region ten był centrum kultury andyjskiej Sicán.

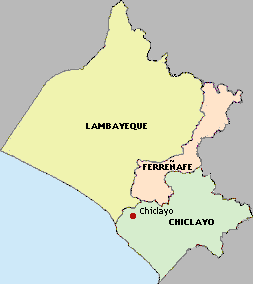
Podział regionu na prowincje

## Podział administracyjny regionu
Region Lambayeque podzielony jest na 3 prowincje, które obejmują 38 dystrykty.
| Prowincja  | Stolica prowincji | Liczba dystryktów | UBIGEO |
| ---------- | ----------------- | ----------------- | ------ |
| Chiclayo   | Chiclayo          | 20                | 1401   |
| Ferreñafe  | Ferreñafe         | 6                 | 1402   |
| Lambayeque | Lambayeque        | 12                | 1403   |